# Primera Divisió 2015-2016
La Primera Divisió 2015-2016 è stata la 21ª edizione della massima serie del campionato andorrano di calcio. La stagione ufficiale è iniziata il 27 settembre 2015 e si è conclusa il 3 maggio 2016. L'FC Santa Coloma si è confermato campione di Andorra, vincendo il campionato per la nona volta nella sua storia. Il Penya Encarnada, ultimo classificato, è stato retrocesso in Segona Divisió.

## Stagione

### Novità
Al termine della passata stagione, l'Inter Club d'Escaldes, ha chiuso all'ultimo posto ed è stato retrocesso in Segona Divisió. Al suo posto è stato promosso il Penya Encarnada, campione della Segona Divisió 2014-2015.

Dopo aver chiuso al settimo posto, l'Engordany, ha mantenuto il suo posto in Primera Divisió, nel play-out contro l'Atlètic Club d'Escaldes, secondo classificato in Segona Divisió 2014-2015.

### Formula
Al campionato, diviso in una fase di stagione regolare e in una fase di play-off, prendono parte otto club. Durante la stagione regolare le squadre si affrontano in gare di andata e ritorno per un totale di 14 partite.
Al termine di questa fase le prime quattro classificate disputano fra loro un girone di play-off con gare di andata e ritorno.
Le ultime quattro classificate del campionato si affrontano invece fra loro in un girone di play-out per stabilire le due retrocessioni: l'ultima classificata è retrocessa direttamente in Segona Divisió mentre la penultima sfida la seconda classificata del campionato di Segona Divisió per ottenere l'ultimo posto disponibile nella massima serie.
Le squadre qualificate alle coppe europee sono tre: la vincente si qualifica per il primo turno preliminare dell'UEFA Champions League 2016-2017, la seconda classificata e la vincitrice della Copa Constitució 2015-2016 si qualificano per il primo turno preliminare della UEFA Europa League 2016-2017.

## Squadre partecipanti
| Squadra         | Città              | Stadio                            | Stagione precedente         |
| --------------- | ------------------ | --------------------------------- | --------------------------- |
| Encamp          | Encamp             | Estadi Comunal d'Aixovall         | 6º posto in Primera Divisió |
| Engordany       | Escaldes-Engordany | Estadi Comunal d'Aixovall         | 7º posto in Primera Divisió |
| FC Santa Coloma | Santa Coloma       | Estadi Comunal d'Aixovall         | Campione d'Andorra          |
| Penya Encarnada | Andorra la Vella   | Estadi Comunal d'Andorra la Vella | 1º posto in Segona Divisió  |
| Lusitans        | Andorra la Vella   | Estadi Comunal d'Andorra la Vella | 2º posto in Primera Divisió |
| Ordino          | Ordino             | DEVK-Arena                        | 5º posto in Primera Divisió |
| Sant Julià      | Aixovall           | Estadi Comunal d'Aixovall         | 4º posto in Primera Divisió |
| UE Santa Coloma | Santa Coloma       | Estadi Comunal d'Aixovall         | 3º posto in Primera Divisió |

## Prima Fase

### Classifica finale
|  | Pos. | Squadra         | Pt | G  | V  | N | P  | GF | GS | DR  |
|  | ---- | --------------- | -- | -- | -- | - | -- | -- | -- | --- |
|  | 1.   | FC Santa Coloma | 37 | 14 | 12 | 1 | 1  | 41 | 7  | +37 |
|  | 2.   | Lusitans        | 30 | 14 | 10 | 0 | 4  | 28 | 18 | +10 |
|  | 3.   | UE Santa Coloma | 27 | 14 | 8  | 3 | 3  | 31 | 11 | +20 |
|  | 4.   | Sant Julià      | 24 | 14 | 7  | 3 | 4  | 30 | 14 | +16 |
|  | 5.   | Engordany       | 17 | 14 | 5  | 2 | 7  | 18 | 22 | -4  |
|  | 6.   | Encamp          | 11 | 14 | 3  | 2 | 9  | 15 | 41 | -26 |
|  | 7.   | Ordino          | 10 | 14 | 3  | 1 | 10 | 15 | 35 | -20 |
|  | 8.   | Penya Encarnada | 5  | 14 | 1  | 2 | 11 | 6  | 36 | -20 |

Legenda:
      Ammesse ai play-off
      Ammesse ai play-out
Note:
Tre punti a vittoria, uno a pareggio, zero a sconfitta.
La classifica viene stilata secondo i seguenti criteri:
- Punti conquistati
- Punti conquistati negli scontri diretti
- Differenza reti negli scontri diretti
- Reti realizzate negli scontri diretti
- Differenza reti generale
- Reti totali realizzate

### Risultati
|                 | Enc | Eng | FCS | Lus | Ord | PeE | SJu | UES |
| --------------- | --- | --- | --- | --- | --- | --- | --- | --- |
| Encamp          | ––– | 2-4 | 1-5 | 2-3 | 3-0 | 1-0 | 0-6 | 1-2 |
| Engordany       | 0-0 | ––– | 1-3 | 2-4 | 3-0 | 1-0 | 1-1 | 0-2 |
| FC Santa Coloma | 6-0 | 3-1 | ––- | 0-1 | 2-0 | 5-0 | 2-0 | 2-0 |
| Lusitans        | 6-0 | 1-0 | 0-4 | ––– | 2-1 | 4-0 | 1-3 | 0-2 |
| Ordino          | 0-4 | 2-0 | 3-4 | 0-1 | ––– | 0-2 | 4-3 | 1-6 |
| Penya Encarnada | 1-1 | 0-2 | 0-4 | 0-2 | 0-3 | ––– | 2-2 | 0-5 |
| Sant Julià      | 2-0 | 4-0 | 0-1 | 2-0 | 4-0 | 3-1 | ––– | 0-0 |
| UE Santa Coloma | 6-0 | 0-3 | 0-0 | 2-3 | 1-1 | 3-0 | 2-0 | ––– |

## Seconda fase
Le squadre mantengono i punti conquistati nella prima fase.

### Play-off

#### Classifica finale
|                    | Pos. | Squadra         | Pt | G  | V  | N | P | GF | GS | DR  |
| ------------------ | ---- | --------------- | -- | -- | -- | - | - | -- | -- | --- |
| Andorra (bandiera) | 1.   | FC Santa Coloma | 47 | 20 | 14 | 5 | 1 | 44 | 8  | +36 |
|                    | 2.   | Lusitans        | 39 | 20 | 12 | 3 | 5 | 37 | 28 | +9  |
|                    | 3.   | Sant Julià      | 32 | 20 | 9  | 5 | 6 | 41 | 20 | +21 |
|                    | 4.   | UE Santa Coloma | 30 | 20 | 8  | 6 | 6 | 34 | 20 | +14 |

Legenda:
      Campione di Andorra e ammessa alla UEFA Champions League 2016-2017
      Ammessa alla UEFA Europa League 2016-2017
Note:
Tre punti a vittoria, uno a pareggio, zero a sconfitta.
La classifica viene stilata secondo i seguenti criteri:
- Punti conquistati
- Punti conquistati negli scontri diretti
- Differenza reti negli scontri diretti
- Reti realizzate negli scontri diretti
- Differenza reti generale
- Reti totali realizzate

#### Risultati
|                 | FCS | Lus | SJu | UES |
| --------------- | --- | --- | --- | --- |
| FC Santa Coloma | ––– | 0-0 | 1-0 | 1-1 |
| Lusitans        | 0-0 | ––– | 2-6 | 1-1 |
| Sant Julià      | 0-0 | 2-3 | ––– | 3-0 |
| UE Santa Coloma | 0-1 | 1-3 | 0-0 | ––– |

### Play-out

#### Classifica finale
|  | Pos. | Squadra         | Pt | G  | V | N | P  | GF | GS | DR  |
|  | ---- | --------------- | -- | -- | - | - | -- | -- | -- | --- |
|  | 1.   | Engordany       | 29 | 20 | 9 | 2 | 9  | 37 | 34 | +3  |
|  | 2.   | Ordino          | 26 | 20 | 8 | 2 | 10 | 32 | 44 | -12 |
|  | 3.   | Encamp          | 16 | 20 | 4 | 4 | 12 | 22 | 50 | -28 |
|  | 4.   | Penya Encarnada | 3  | 20 | 1 | 3 | 16 | 15 | 58 | -43 |

Legenda:
 Ammessa allo spareggio promozione-retrocessione
      Retrocessa in Segona Divisió 2016-2017
Note:
Tre punti a vittoria, uno a pareggio, zero a sconfitta.
La classifica viene stilata secondo i seguenti criteri:
- Punti conquistati
- Punti conquistati negli scontri diretti
- Differenza reti negli scontri diretti
- Reti realizzate negli scontri diretti
- Differenza reti generale
- Reti totali realizzate

#### Risultati
|                 | Enc | Eng | PeE | Ord |
| --------------- | --- | --- | --- | --- |
| Encamp          | ––– | 0-3 | 1-1 | 0-0 |
| Engordany       | 4-3 | ––– | 3-1 | 1-2 |
| Penya Encarnada | 0-3 | 2-5 | ––– | 3-7 |
| Ordino          | 1-0 | 4-3 | 3-2 | ––– |

## Spareggio
Lo spareggio per un posto in Primera Divisió viene giocato tra la terza classificata dei play-out (Encamp) e la seconda classificata ai play-off promozione della Segona Divisió (CE Carroi). L'Encamp ha mantenuto la categoria dopo aver vinto la partita d'andata a tavolino e dopo che è stata annullata la gara di ritorno.
|           |              |           | Città e data                       |
| --------- | ------------ | --------- | ---------------------------------- |
| CE Carroi | 0 - 3 a tav. | Encamp    | Escaldes-Engordany, 15 maggio 2016 |
| Encamp    | -            | CE Carroi | Escaldes-Engordany, 22 maggio 2016 |

## Verdetti finali
- FC Santa Coloma (1º classificato) Campione d'Andorra e qualificato al primo turno preliminare della UEFA Champions League 2016-2017.
- Lusitans (2º classificato) e UE Santa Coloma (3º classificato e vincitore della Copa Constitució 2015-2016) qualificati al primo turno preliminare della UEFA Europa League 2016-2017.
- Penya Encarnada (8º classificato) retrocesso in Segona Divisió.